# SDU
特別任務連（特殊任務中隊，英: Special Duties Unit,SDU）は、香港警務処警察機動部隊に属する特殊部隊である。別名は「飛虎隊」（フェイフードイ、英名：Flying Tigers）。
日本の警察の特殊急襲部隊（SAT）に近い。

## 設立の経緯
イギリス統治下時代に観光貿易都市として発展した香港は、アジアのなかでも観光・貿易の中心地だったため、テロの標的対象になりやすかった（実際に、1971年にフィリピン航空の旅客機がハイジャックされ、啓徳空港に着陸）。そこで、香港政府はテロ対策能力を向上させるために、1973年に創設された「射手分隊」を統合し、1974年7月にSDUを創設した。

## 任務
主な任務としては、対テロ作戦のほかに密入国・密貿易の取締り、麻薬摘発、人質救出、銃器を用いた犯罪の鎮圧と幅広い。警察組織の一部ではあるが、香港政府には独自の軍事組織がないため、準軍事的な任務もこなす。香港返還後も装備・編成は同一で、ガスマスクまたは覆面を着用して任務を遂行する。
選抜方法、装備などはイギリス陸軍特殊部隊SASの直伝であり、アジアの警察部隊としてはトップクラスの部隊である。なお、定年はない。
2000年まで「水鬼隊」と呼ばれる水上部隊が別途編成されていた。フロッグマンのように長時間潜水したあと、浮上して作戦を遂行することからこう呼ばれている。これは、イギリス海兵隊特殊部隊SBSの訓練を受けて1980年代に編成されたものである。現在では飛虎隊と統合され、組織上は陸上および水上部隊の区別はなくなった。

## 装備

### 小火器
- グロック17
- グロック19
- H&K MP5A3/A5
- SIG SG516
- SIG SG556
- KAC SR-16
- H&K G36KV
- H&K HK53
- SR-25
- AXMC.338
- レミントンM700
- CS/LR4
- AS50
- SIG SSG3000
- レミントンM870 ポリスマグナム
- ベネリM1

### 車両
- メルセデス・ベンツ・スプリンター
- メルセデス・ベンツ・バリオ
- 三菱ふそう・ローザ
- トヨタ・コースター
- トヨタ・ランドクルーザープラド
- メルセデス・ベンツ・Gクラス
- カンブリ・ブラックウルフ装甲車（傾斜型昇降台付）
- メルセデス・ベンツ・アテゴ（武器・装備輸送車）
- MAN・TGM（武器・装備輸送車）

## 出動した主な事件
- 1992年、荃湾区にてAK-47などで武装した強盗団6人と交戦。この銃撃戦で3人のSDU隊員（そのうち1人は手榴弾の爆発で失明するという重傷）およびその他4人の警官が負傷したが犯人たちを全員逮捕し、この功績により参加した隊員ら全員が警務処処長より感謝状が授与され、3人の隊員がエリザベス女王より英勇金葉奨を贈られた。なお、本事件は1994年に『ファイナル・オプション/香港最終指令』のタイトルで映画化された。
- 2002年9月、銅鑼湾にあるホテル「南洋酒店」にて、80年代から「省港旗兵」と呼ばれた元人民解放軍軍人の犯罪組織を統率して武装強盗を行い、長年逃亡していた潘鑾彬らを逮捕する。
- 2003年、同じく「省港旗兵」を統率して葉継歓（中国語版）と並ぶ「賊王」と呼ばれた季炳雄（中国語版）を逮捕する。
- 2014年、九龍城区の啓晴邨にて中国製の黒星拳銃を持った男が住民を人質に立てこもり事件を起こしたため出動。この事件は、犯人である男が拳銃自殺したことにより収束した。
- 2019年、クライストチャーチモスク銃乱射事件にて、ニュージーランド警察の訓練を受けていた2人の隊員がともに出動。
- 同年、逃亡犯条例に反対する民主化デモにてSDU隊員らしき特殊戦術小隊のメンバーが学生が占拠する香港理工大学の建物に突入した。

## 登場作品
- 映画『香港国際警察/NEW POLICE STORY』

2005年香港、原題『新警察故事』。ラストシーンで香港島のコンベンションセンターに突入。狙撃手が、強盗団リーダーのジョーを射殺するシーンがある。
- 映画『重装警察』

2001年香港、原題『重装警察』、英題『HIT TEAM』。犯人グループの中に武器整備係のSDU隊員がいる。主人公たち特殊部隊「E-Team」は日本の宣伝時「SDU」と表記されているが、正確には刑事情報科の対重火器部隊「跟蹤支援隊」。
- 映画『ファイナル・オプション/香港最終指令』

1994年香港、原題『飛虎雄心』、英題『FINAL OPTION』。SDUの実態、訓練、戦闘を細かく描写した初の映画。ゴードン・チャン監督自身が大のSDUマニアとして知られており、香港警察全面協力の下撮影された。
- 映画『香港スワット・野獣たちの陰謀』

1985年香港、原題『飛虎奇兵』、英題『City Hero』。
- 映画『FIRST OPTION 飛虎』

1996年香港、原題『飛虎』、英題『FIRST OPTION』。
- ゲーム 『スリーピングドッグス 香港秘密警察』

2012年、ダウンロードコンテンツ「Year of the Snake」。主人公がSDUになり犯罪者を取り締まるシーンがある。
- ゲーム 『レインボーシックスシージ』

2017年、追加コンテンツ「operation bloodorchid」。SDU所属のキャラクターとして「YING」と「LESION」が登場。